# Werner Hug
Werner Hug (* 10. September 1952 in Feldmeilen) ist ein Schweizer Schachspieler.

## Leben
Hug wurde 1971 in Athen Juniorenweltmeister und erhielt in Anerkennung seines Erfolges daraufhin von der FIDE den Titel Internationaler Meister. 1975 gewann er die schweizerische Einzelmeisterschaft. Zwischen 1972 und 2014 nahm er 14 Mal für die Schweiz an Schacholympiaden teil, ausserdem an den Mannschaftsweltmeisterschaften 1985, 1989, 1993 und 1997 sowie an fünf Mannschaftseuropameisterschaften zwischen 1973 und 2005. 1979 stellte er im Einkaufszentrum Emmen Center in Emmenbrücke bei Luzern einen Weltrekord im Simultanschach auf: Er spielte gleichzeitig an 560 Brettern und gewann dabei 385, u. a. auch gegen das Univac Schachprogramm CHAOS, remisierte 126 und verlor 49 Partien. Im Februar 2015 steht er auf Platz 5 der Schweizer Rangliste.
Hug spielt mit der Schachgesellschaft Zürich in der Nationalliga A der Schweizerischen Mannschaftsmeisterschaft und wurde 1971, 1973, 1974, 1975, 1976, 1978, 1987, 1999, 2002, 2003, 2005, 2008, 2009, 2010 und 2016 Schweizer Mannschaftsmeister. Er nahm mit der SG Zürich außerdem am European Club Cup 1975/76 und 2006 teil.